# 2023年艾米利亞-羅馬涅大獎賽
2023年艾米利亞-羅馬涅大獎賽（英語：2023 Emilia Romagna Grand Prix），官方名稱為2023年一级方程式賽車卡塔尔航空暨義大利製造艾米利亞-羅馬涅大獎賽（義大利語：Formula 1 Qatar Airways Gran Premio del Made in Italy e dell'Emilia-Romagna 2023），是2023年5月19日至5月21日在義大利艾米利亚-罗马涅大区伊莫拉的安佐與迪諾·法拉利賽道舉行的一级方程式赛车比赛，並将是2023年世界一级方程式锦标赛的第六轮，這是第四屆艾米利亚-罗马涅大奖赛。
由于意大利北部的持续降雨及其引发的洪灾，賽會于2023年5月17日宣布取消本站賽事。

## 賽事背景

### 時間表
| \| 伊莫拉 安佐與迪諾·法拉利賽道 \| 5月19日-5月21日 \| 19:30-20:30 \| 23:00-00:00 \| 18:30-19:30 \| 22:00-23:00 \| 21:00 \| \| 來源：[4] \| \| \| \| \| \| \| |                 |             |             |             |             |        |
| 赛道 | 日期            | 星期五      | 星期五      | 星期六      | 星期六      | 星期日 |
| 赛道 | 日期            | FP1         | FP2         | FP3         | 排位        | 正赛   |
| 伊莫拉 安佐與迪諾·法拉利賽道 | 5月19日-5月21日 | 19:30-20:30 | 23:00-00:00 | 18:30-19:30 | 22:00-23:00 | 21:00  |
| 來源： |                 |             |             |             |             |        |

### 輪胎
| 乾地用胎  | 乾地用胎    | 乾地用胎  | 濕地用胎 | 濕地用胎 |
| --------- | ----------- | --------- | -------- | -------- |
| 硬胎 (C3) | 中性胎 (C4) | 軟胎 (C5) | 半雨胎   | 全雨胎   |

### 排位賽格式
本站大獎賽是其中兩次試驗新的排位賽格式的第一場比賽，該格式是要求各車隊使用特定的輪胎化合物。在第一階段使用硬胎，第二階段使用中性胎，第三階段使用軟胎。

## 天氣影響而取消比賽
位于地中海的温带气旋Minerva（柏林自由大学命名Chappu）于2023年5月15日生成，并对意大利北部地区带来持续性暴雨天气和洪灾。該温带气旋已在意大利艾米利亚-罗马涅大区造成至少三人死亡，其中受影响最严重的地区是法恩扎和切塞纳。臨近比賽週末，意大利紧急民防部對艾米利亚-罗马涅大区發布了天氣紅色警報，預計該地區會受到大雨的影響，將會引發洪水和山崩。2023年5月16日，據報導指附近的桑泰爾諾河水位暴漲後，賽會立即採取了預防措施，指示所有一級方程式賽車的工作人員離開圍場。由於賽前天氣預測整個週末都會下大雨，並且在前一天傳出數次謠言後，意大利外交部公開呼籲推遲比賽。最終，賽會宣佈本周末的大獎賽取消。一級方程式賽車官方聲明稱，比賽取消的原因是因為無法確保車迷、車隊以及工作人員的安全，更不應在當局處理這種非常可怕的情況時，為他們帶來額外的負擔。